# Ganalo Peak

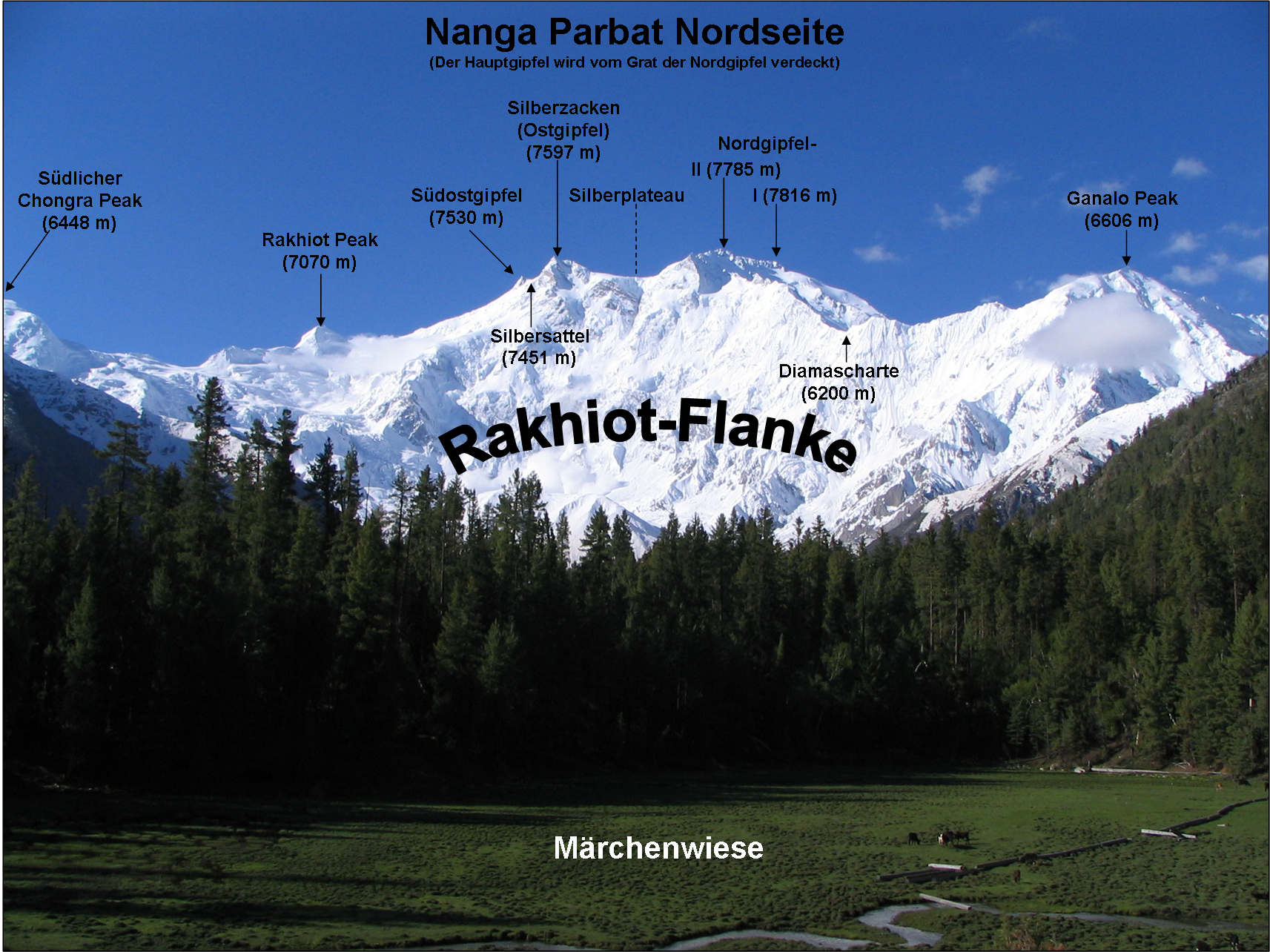
Severní strana masivu Nanga Parbat

Ganalo Peak je vedlejší vrchol Nanga Parbatu v západních Himálajích v Pákistánu. Vrchol je vysoký 6 608 m n. m. a leží severozápadně od hlavního vrcholu.